# 米爾庫
米尔库（法語：[miʁkuʁ] ⓘ），法国东北部城市，大东部大区孚日省的一个市镇，隶属于埃皮纳勒区，其市镇面积为12.12平方公里，2022年1月1日时人口数量为4,746人，在法国城市中排名第2,303位。
米尔库位于孚日省中西部，马东河畔，是一个区域性的中心城市，多条公路在此交汇。米尔库因当地的乐器制作工艺而闻名，被称为“小提琴之都”（capitale du violon）。

## 地名来源
根据当地官方网站的论述，“Mirecourt”一名最初于公元960年以“Murici Curte”的形式被记载，其中“Murici”可能出自日耳曼人名“Moricho”；“Curte”则出自拉丁语单词“Curtis”，对应现代法语单词“cour”。
此外，因翻译标准不同，“Mirecourt”在部分汉语资料中又被译为密尔古。

## 历史

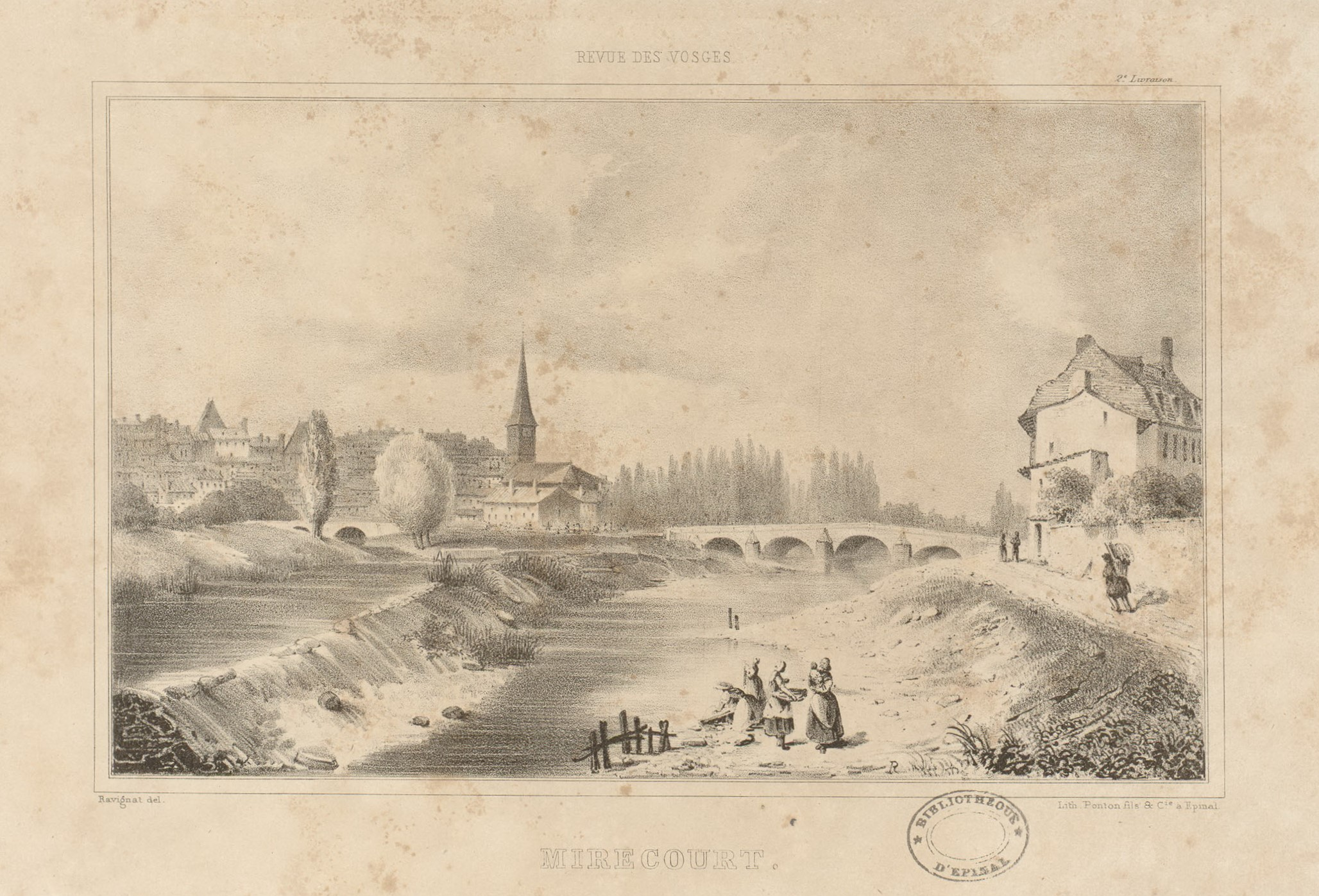
19世纪初的米尔库（绘画）

米尔库的早期历史尚不清楚。根据当地旅游局官方网站的论述，古典时期一条连接斯特拉斯堡和朗格勒之间的道路由此地通过。中世纪中期，米尔库为弗罗维尔堂区的一部分，自公元10世纪起马东河左岸开始形成聚落，公元11世纪时当地出现了一处罗马式小教堂。公元12世纪时，米尔库领主在此兴建了城堡，其附近亦出现了防御城墙。中世纪末期，米尔库城墙向外扩张，当地出现了教堂、集市大堂以及一处铸币作坊。英法百年战争结束后，得益于商业贸易的发展，米尔库逐渐发展成为一处商贸重镇，当地居民数量一度超过3,000。宗教战争期间，米尔库发生多次围城战，当地并出现饥荒，至1640年时当地仅剩40户人家。《赖斯韦克条约》签订后，米尔库开始逐步得到重建，其中在热尔米尼修道院院长的支持下，米尔库境内建成了一座神学院。18世纪时，米尔库城市得到进一步发展，当地人口数量快速增加。法国大革命后，米尔库成为孚日省的一个市镇，并自1793年起成为该省的一个地区行署，后于1801年改建为副省会。工业革命期间，米尔库因乐器制造和花边工艺而兴盛，鼎盛时期当地有超过600名乐器制作工人，当地因此被称为“小提琴之都”。1926年，根据庞加莱改革方案，米尔库副省会被撤销，原米尔库区被拆分。二战结束后，米尔库境内建成了一座精神康复中心；与此同时，受经济等因素等影响，米尔库的传统乐器制作作坊数量大幅减少，当地的“La Cotonnière”纺织工厂亦于1967年关闭。自20世纪80年代以来，米尔库人口数量逐年下降。2016年底，米尔库火车站停止服务。
在行政区划方面，1998至2016年间，米尔库曾为米尔库地区市镇公共社区的办公驻地。自2019年1月1日起，米尔库由讷沙托区划入埃皮纳勒区，但这一调整曾在当地民间引发争议。

## 地理

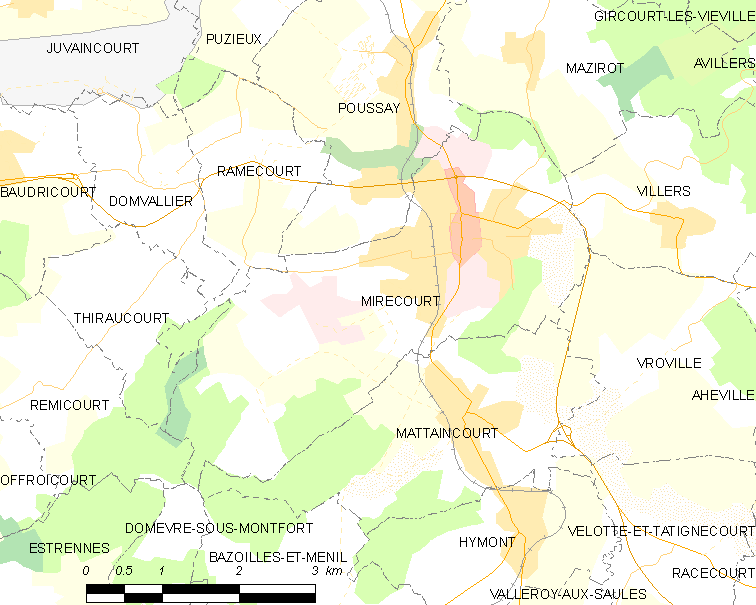
米尔库市镇范围地图

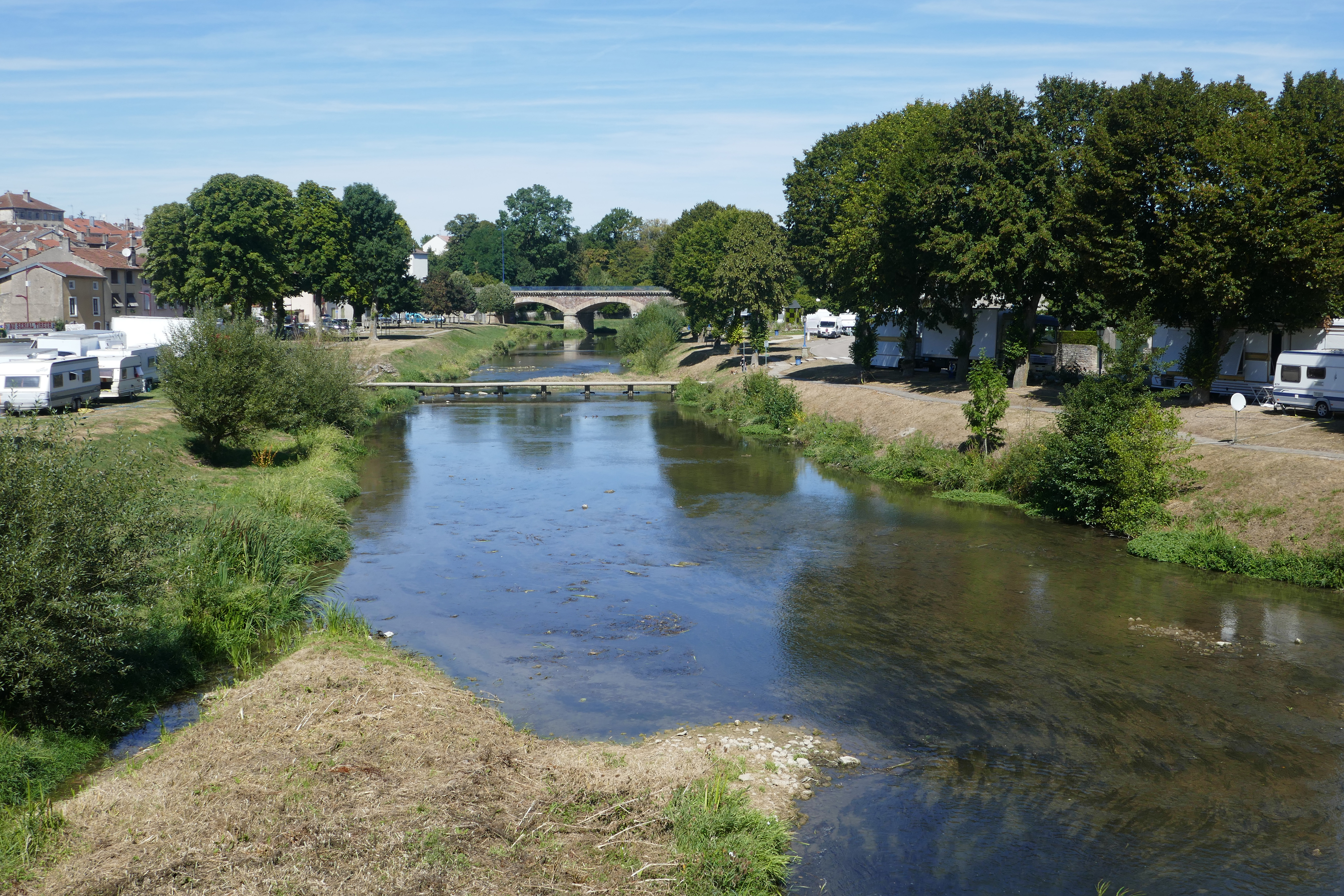
马东河米尔库段

米尔库位于法国东北部，大东部大区东部和孚日省中西部偏北，距离省会埃皮纳勒大约34公里。与米尔库接壤的市镇包括：拉姆库尔、普赛、马济罗、蒂罗库尔、栋瓦利耶、雷米库尔、多梅夫尔苏蒙福尔、维莱尔、马坦库尔和弗罗维尔。

### 地形
米尔库位于洛林高原南部腹地，境内以平原和浅丘为主，市镇中心地势较为平坦，全境海拔在261到378米之间。

### 水文
米尔库位于摩泽尔河流域范围内，马东河至南向北流经镇中心东侧，其左岸支流拉沃内勒溪（ruisseau de Ravenel）自西向东流经市区南部并在此与其交汇。

### 植被
米尔库属于温带阔叶混交林区，林地广泛分布于河流及铁路线附近，市区内的主要绿地公园包括穆日诺公园（Parc Mougenot）、瓦里奥公园（Parc Voiriot）等，均常年免费向公众开放。
在鲜花城市的评比中，米尔库被评为2星级鲜花城市。

### 气候
米尔库在柯本气候分类法中属于带有大陆性特征的温带海洋性气候（Cfb）。
米尔库境内建有常年气象站，以下为该气象站的数据（其中日照数据取自埃皮纳勒气象站）：
| 米尔库 1981年－2019年 | 米尔库 1981年－2019年 | 米尔库 1981年－2019年 | 米尔库 1981年－2019年 | 米尔库 1981年－2019年 | 米尔库 1981年－2019年 | 米尔库 1981年－2019年 | 米尔库 1981年－2019年 | 米尔库 1981年－2019年 | 米尔库 1981年－2019年 | 米尔库 1981年－2019年 | 米尔库 1981年－2019年 | 米尔库 1981年－2019年 | 米尔库 1981年－2019年 |
| 月份                  | 1月                   | 2月                   | 3月                   | 4月                   | 5月                   | 6月                   | 7月                   | 8月                   | 9月                   | 10月                  | 11月                  | 12月                  | 全年                  |
| --------------------- | --------------------- | --------------------- | --------------------- | --------------------- | --------------------- | --------------------- | --------------------- | --------------------- | --------------------- | --------------------- | --------------------- | --------------------- | --------------------- |
| 历史最高温 °C（°F）   | 16 (61)               | 19 (66)               | 24.5 (76.1)           | 28.4 (83.1)           | 32.5 (90.5)           | 35 (95)               | 39.6 (103.3)          | 39.5 (103.1)          | 32.8 (91.0)           | 26.9 (80.4)           | 23 (73)               | 17.8 (64.0)           | 39.6 (103.3)          |
| 平均高温 °C（°F）     | 4.5 (40.1)            | 6.4 (43.5)            | 10.9 (51.6)           | 14.9 (58.8)           | 19.4 (66.9)           | 22.7 (72.9)           | 25.1 (77.2)           | 24.7 (76.5)           | 20.3 (68.5)           | 15.1 (59.2)           | 8.9 (48.0)            | 5.2 (41.4)            | 14.8 (58.6)           |
| 日均气温 °C（°F）     | 1.4 (34.5)            | 2.4 (36.3)            | 5.8 (42.4)            | 8.8 (47.8)            | 13.3 (55.9)           | 16.5 (61.7)           | 18.7 (65.7)           | 18.2 (64.8)           | 14.4 (57.9)           | 10.5 (50.9)           | 5.4 (41.7)            | 2.4 (36.3)            | 9.8 (49.6)            |
| 平均低温 °C（°F）     | −1.7 (28.9)           | −1.6 (29.1)           | 0.8 (33.4)            | 2.8 (37.0)            | 7.2 (45.0)            | 10.2 (50.4)           | 12.2 (54.0)           | 11.7 (53.1)           | 8.6 (47.5)            | 5.9 (42.6)            | 2 (36)                | −0.4 (31.3)           | 4.8 (40.6)            |
| 历史最低温 °C（°F）   | −23 (−9)              | −23.8 (−10.8)         | −18 (0)               | −8.3 (17.1)           | −4 (25)               | −0.5 (31.1)           | 2.5 (36.5)            | 1.8 (35.2)            | −3 (27)               | −8 (18)               | −13.5 (7.7)           | −22 (−8)              | −23.8 (−10.8)         |
| 平均降水量 mm（）     | 76.9 (3.03)           | 64.4 (2.54)           | 69.4 (2.73)           | 61.2 (2.41)           | 81.6 (3.21)           | 77.8 (3.06)           | 69.5 (2.74)           | 73.5 (2.89)           | 80.9 (3.19)           | 87.5 (3.44)           | 79.6 (3.13)           | 91.5 (3.60)           | 913.8 (35.98)         |
| 月均日照時數          | 84.6                  | 77.8                  | 121.4                 | 167.7                 | 179.8                 | 238.7                 | 238.2                 | 216.4                 | 159.7                 | 112.9                 | 49                    | 53.6                  | 1,699.8               |
| 来源：infoclimat.fr   |                       |                       |                       |                       |                       |                       |                       |                       |                       |                       |                       |                       |                       |

## 行政区划
米尔库的市镇编号为88304，邮政编号为88500。
在行政管理方面，米尔库隶属于法国大东部大区孚日省埃皮纳勒区；在地方选举方面，米尔库是米尔库县的中央投票站所在地，其市镇范围全境被划入孚日省第四选区；在社会管理方面，米尔库是米尔库-栋派尔市镇公共社区的办公驻地。
截至2023年11月，米尔库市镇范围内暂无任何城市敏感街区及城市政策优先街区。
法国国家统计与经济研究所（简称）在进行数据统计时，将米尔库及相邻的另外3个市镇设为米尔库城市核心区（Unité urbaine de Mirecourt），并将包括核心区在内的周边共17个市镇划为米尔库城市区。自2020年起，米尔库城市区被包含33个市镇的米尔库城市辐射区代替。此外，还将米尔库市镇分为了3个“块区”（IRIS），以便于统计人口分布情况。

## 交通

### 公路
孚日省省道D10线、D55线、D166线、D216线、D413线在米尔库境内交汇。大东部大区公共交通（商业名称为“Fluo”）L6线及其下属的孚日省城际客运10号线经停米尔库，可直通南锡、埃皮纳勒、讷沙托和维泰勒等地。
| 10 | 24 |

|  | 34 |

| 埃皮纳勒 | 35 |

| 戈尔贝 | 33 |

| 讷沙托 | 40 |

| 沙特努瓦 | 26 |

| 南锡 | 51 |

| 栋派尔 | 15 |

2020年，59.8%的米尔库家庭拥有至少一辆私人汽车。2020年，米尔库境内共发生各类交通事故1起，造成1人遇难。

### 铁路

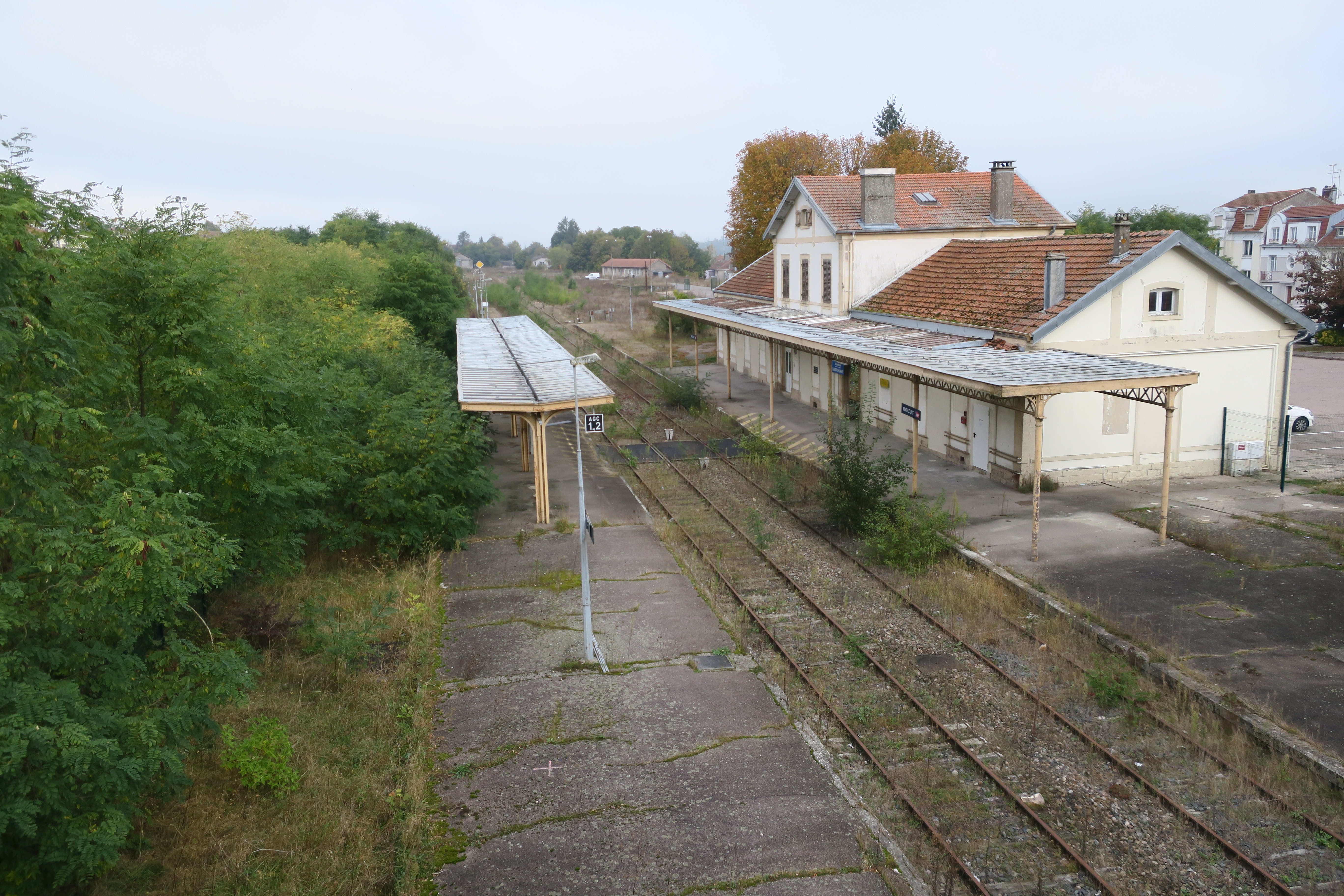
处于关闭状态的米尔库火车站

米尔库位于讷沙托—埃皮纳勒铁路和雅维尔拉马尔格朗日－米尔库尔铁路的交汇处，米尔库站已于2016年底关闭，其附近的铁路线亦处于闲置状态。
距离米尔库最近的运营中的客运铁路车站为19公里外的沙尔姆站，该站停靠往返于南锡和埃皮纳勒一线的区域列车，部分班次可直通梅斯及勒米尔蒙。

### 航空
埃皮纳勒-米尔库机场位于米尔库西北郊的瑞万库尔境内，该机场主要供当地商务、消防、救援等活动及航空爱好者俱乐部使用。
距离米尔库最近的民用航空站为94公里外的洛林机场。

### 城市公共交通
截止2023年11月，米尔库暂无城市公共交通系统。

## 政治

### 市政内阁

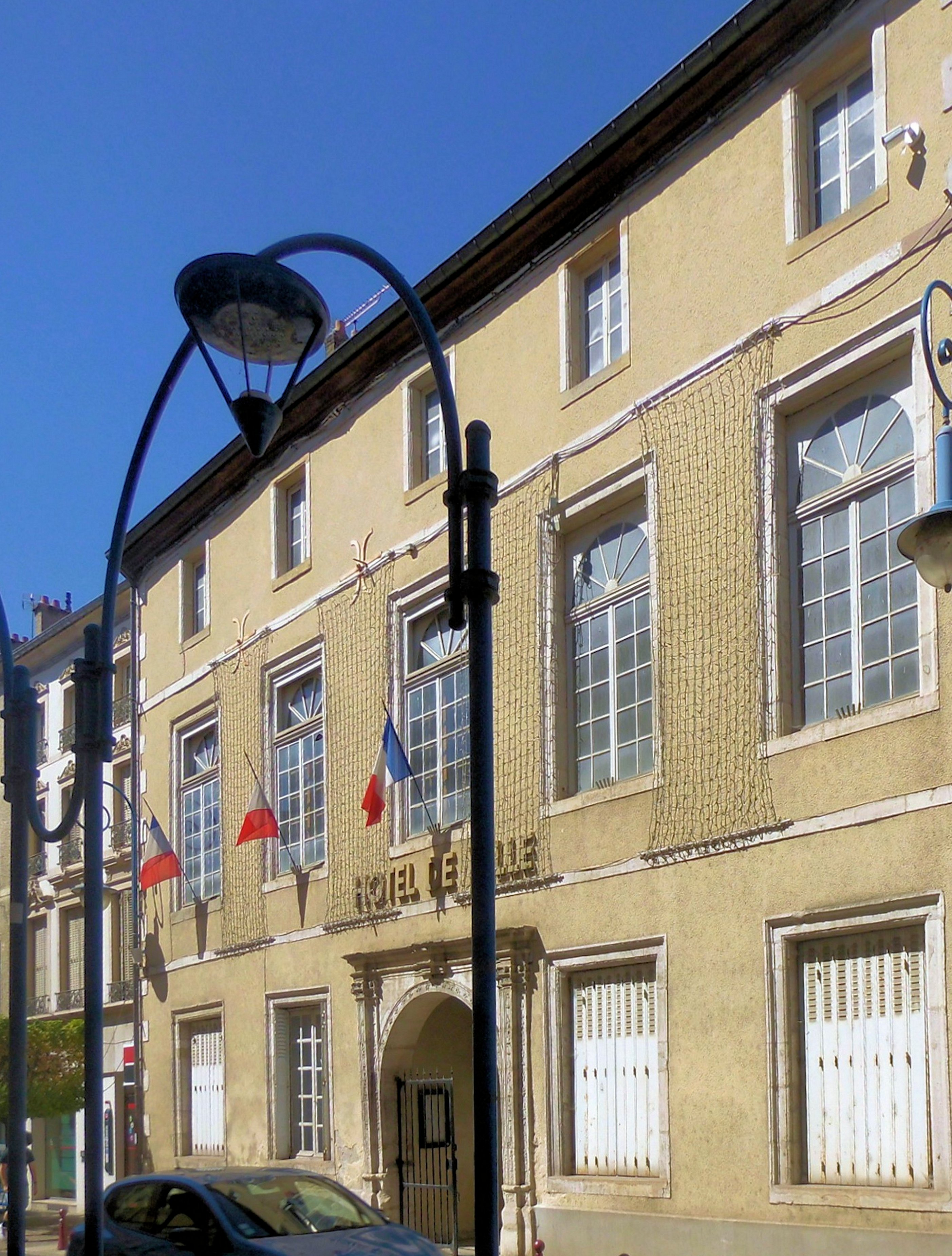
米尔库市政厅

米尔库的现任市长为伊夫·塞茹尔内先生（Yves SÉJOURNÉ），他是一名中间派，在2020年的市政选举中获得了75.98%的支持率。
| 米尔库历届市长 | 米尔库历届市长                   | 米尔库历届市长                                                       |
| 任期           | 市长                             | 党派                                                                 |
| -------------- | -------------------------------- | -------------------------------------------------------------------- |
| 1945年－1947年 | Raymond BRAHY 雷蒙·布拉伊        | RI独立激进党                                                         |
| 1947年－1971年 | Henri PARISOT 亨利·帕里索        | RI独立激进党                                                         |
| 1971年－1977年 | Robert FLAMBEAU 罗贝尔·弗朗博    | UDF法国民主联盟 →PR法国共和人党                                      |
| 1977年－1999年 | Jacques ZIMMERMANN 雅克·齐默尔曼 | CNIP全国独立人士与农民中心                                           |
| 1999年－2001年 | René FRITZ 勒内·弗里茨           | DVD右翼无党派人士                                                    |
| 2001年－2014年 | Maria ROUYER 玛丽亚·鲁耶         | DVG左翼无党派人士                                                    |
| 2014年－       | Yves SÉJOURNÉ 伊夫·塞茹尔内      | UDI民主人士和独立人士联盟 →PR法国共和人党 →MR激进运动 →DVC混杂中间派 |

### 各级选举
| 米尔库历届投票选举结果 | 米尔库历届投票选举结果 | 米尔库历届投票选举结果 | 米尔库历届投票选举结果    | 米尔库历届投票选举结果    | 米尔库历届投票选举结果 | 米尔库历届投票选举结果    | 米尔库历届投票选举结果    | 米尔库历届投票选举结果 | 米尔库历届投票选举结果 |
| 选举项目               | 选举范围               | 选区单位               | 选区单位内的选举结果      | 选区单位内的选举结果      | 选区单位内的选举结果   | 选区单位内的选举结果      | 选区单位内的选举结果      | 选区单位内的选举结果   | 参考资料               |
| 选举项目               | 选举范围               | 选区单位               | 第一轮胜出者              | 第一轮胜出者              | 支持率                 | 第二轮胜出者              | 第二轮胜出者              | 支持率                 | 参考资料               |
| ---------------------- | ---------------------- | ---------------------- | ------------------------- | ------------------------- | ---------------------- | ------------------------- | ------------------------- | ---------------------- | ---------------------- |
| 2017年法國總統選舉     | 法國                   | 市镇                   |                           | 埃马纽埃尔·马克龙         | 22.72%                 |                           | 埃马纽埃尔·马克龙         | 62.59%                 | [ 28 ]                 |
| 2017年法国立法选举     | 孚日省第四选区         | 市镇                   |                           | 雷纳·马尼安-克达西耶      | 21.95%                 |                           | 克里斯蒂安·弗朗克维尔     | 55.62%                 | [ 28 ]                 |
| 2019年欧洲议会选举     | 法國                   | 市镇                   |                           | 若尔丹·巴尔代拉           | 26.33%                 | （不适用）                | （不适用）                | （不适用）             | [ 30 ]                 |
| 2021年法国省级选举     |                        | 县                     |                           | 纳塔莉·巴布奥 居伊·索瓦热 | 59.22%                 |                           | 纳塔莉·巴布奥 居伊·索瓦热 | 74.15%                 | [ 31 ]                 |
| 2021年法国省级选举     | 市镇                   |                        | 纳塔莉·巴布奥 居伊·索瓦热 | 60.49%                    |                        | 纳塔莉·巴布奥 居伊·索瓦热 | 80.1%                     |                        | [ 31 ]                 |
| 2021年法国大区选举     | 大東部大區             | 市镇                   |                           | 让·罗特纳                 | 43.71%                 |                           | 让·罗特纳                 | 50.47%                 | [ 32 ]                 |
| 2022年法国总统选举     | 法國                   | 市镇                   |                           | 埃马纽埃尔·马克龙         | 28.59%                 |                           | 埃马纽埃尔·马克龙         | 55.76%                 | [ 28 ]                 |
| 2022年法国立法选举     | 孚日省第四选区         | 市镇                   |                           | 弗朗索瓦-格扎维埃·魏因    | 21.54%                 |                           | 让-雅克·戈捷              | 60.05%                 | [ 28 ]                 |

## 人口
2020年，米尔库市镇人口数量为4,819，在法国排名第2,303位。其中男性2,311人，女性2,508人，75岁及以上人口占9.8%，外籍人口数量为195人，人口密度为398人/平方公里，当地居民被称为（男性）或（女性）。2021年，米尔库境内出生36人，死亡人口57人。
| 米尔库1901年－2020年人口变化情况 |
|                                  |
| 数据来源：Cassini、INSEE         |

## 经济

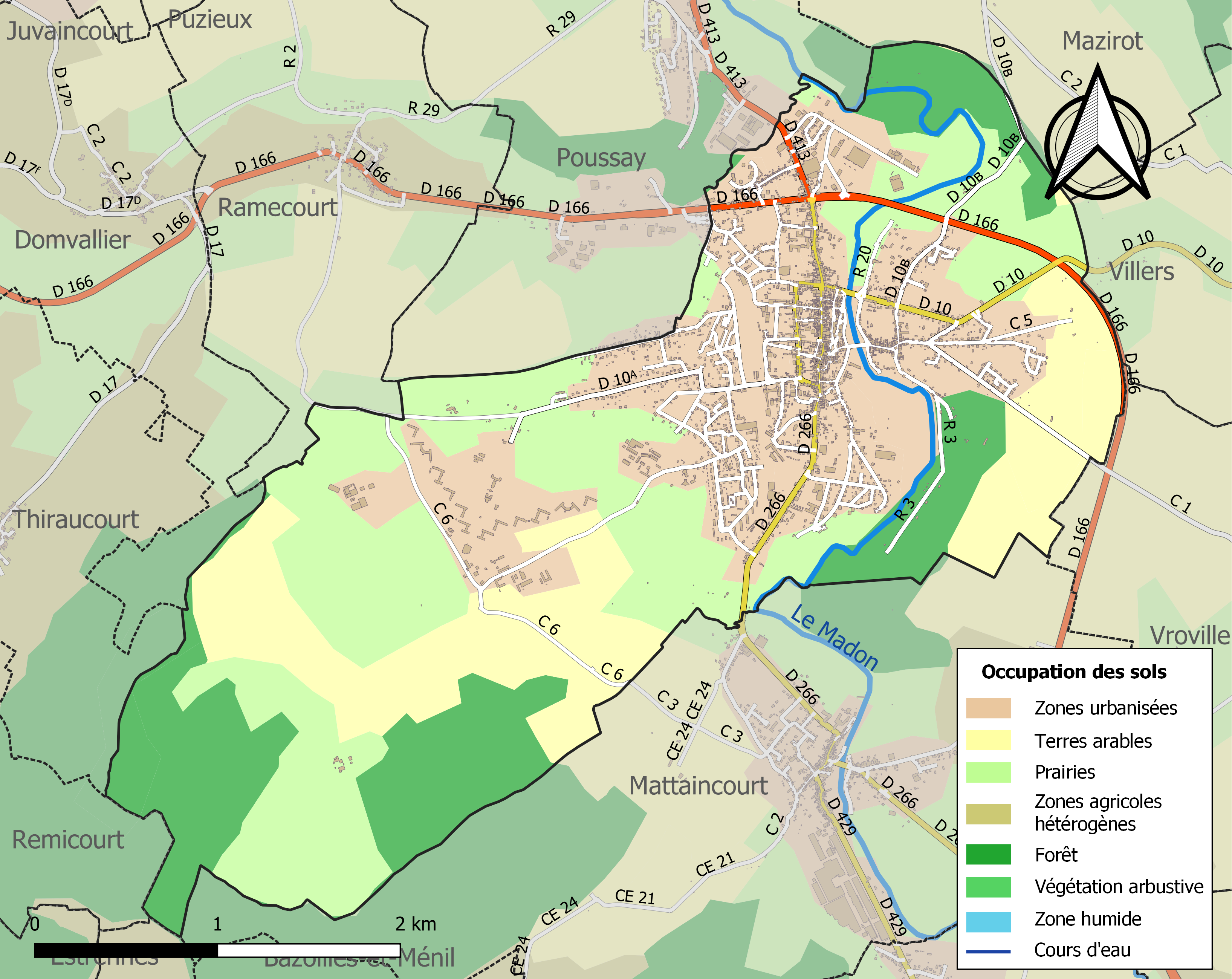
米尔库土地利用情况地图

米尔库是一个区域性的中心城市。截至2023年11月，米尔库市镇范围内共有各类用人单位（包含自雇）729家，平均历史为20年，其中99.48%为中小型企业（PME），2023年9月至11月间，当地的经济活力指数为0.27%。（大型零售）、（管道安装）及（乐器制作）是当地2021年营业额最高的三个企业，分别为27,891,464欧元、3,689,814欧元和1,343,733欧元。

## 财政与居民收入
2021年，米尔库的财政收入总额为4,781,570欧元，财政支出总额为3,978,460欧元，当年的债务总额为2,738,880欧元。2021年，米尔库市镇通过增值税获得281,080欧元的收入，此外当地还共获得了706,090欧元的国家直接财政补助。
2019年，米尔库的人均月收入总额为1,980欧元，其中高级职员为3,738欧元，低于法国平均水平（4,230欧元）；中级职员为2,235欧元，低于法国平均水平（2,411欧元）；普通职员为1,600欧元，亦低于法国平均水平（1,740欧元）。
2020年，米尔库境内的贫困率为21%，青壮年（15至64岁）失业率为17.7%；2022年，当地35.7%的家庭拥有纳税资格，平均纳税2,534欧元，低于法国平均水平（4,393欧元）。

## 社会事务

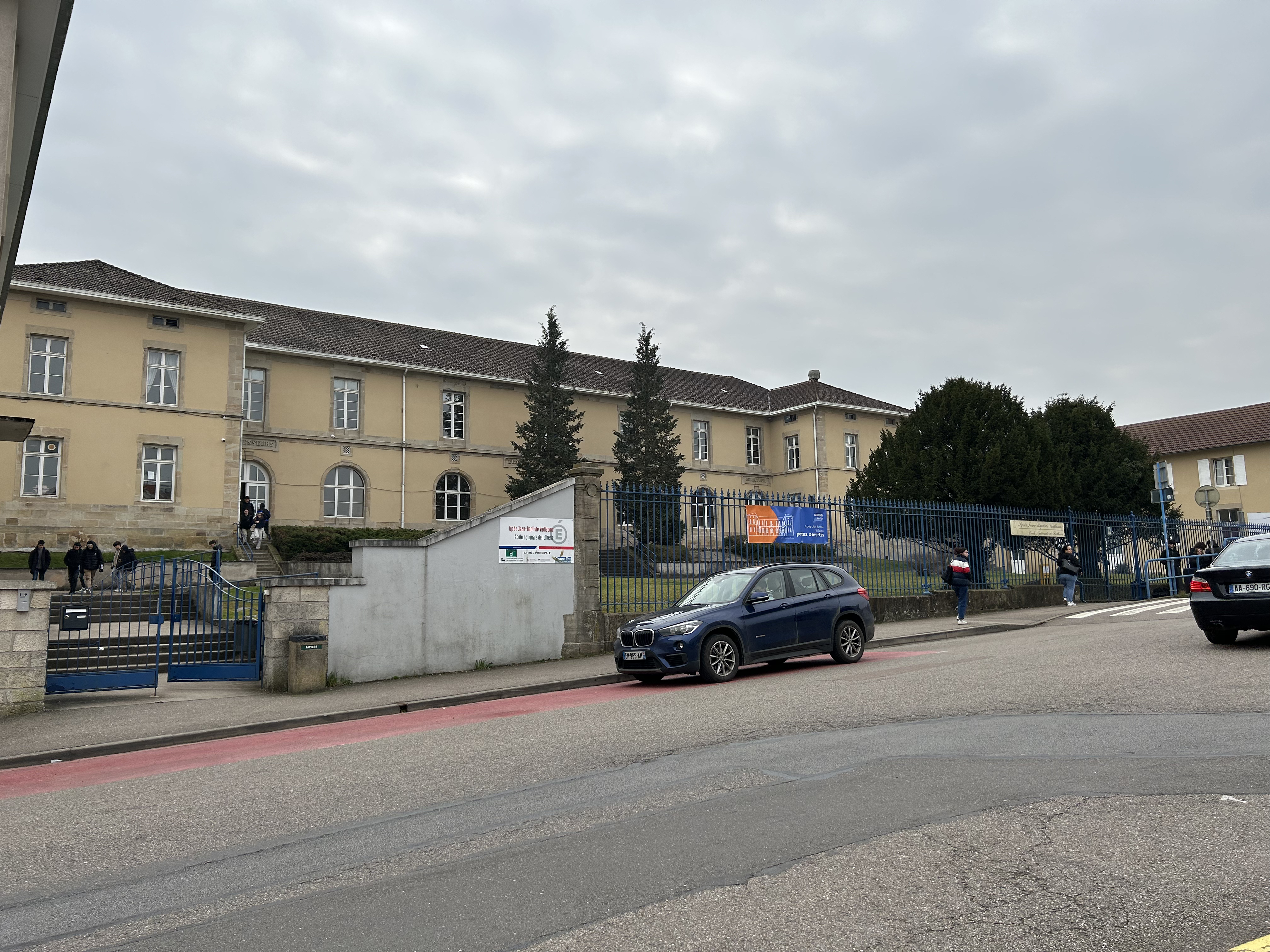
米尔库的一所高级中学

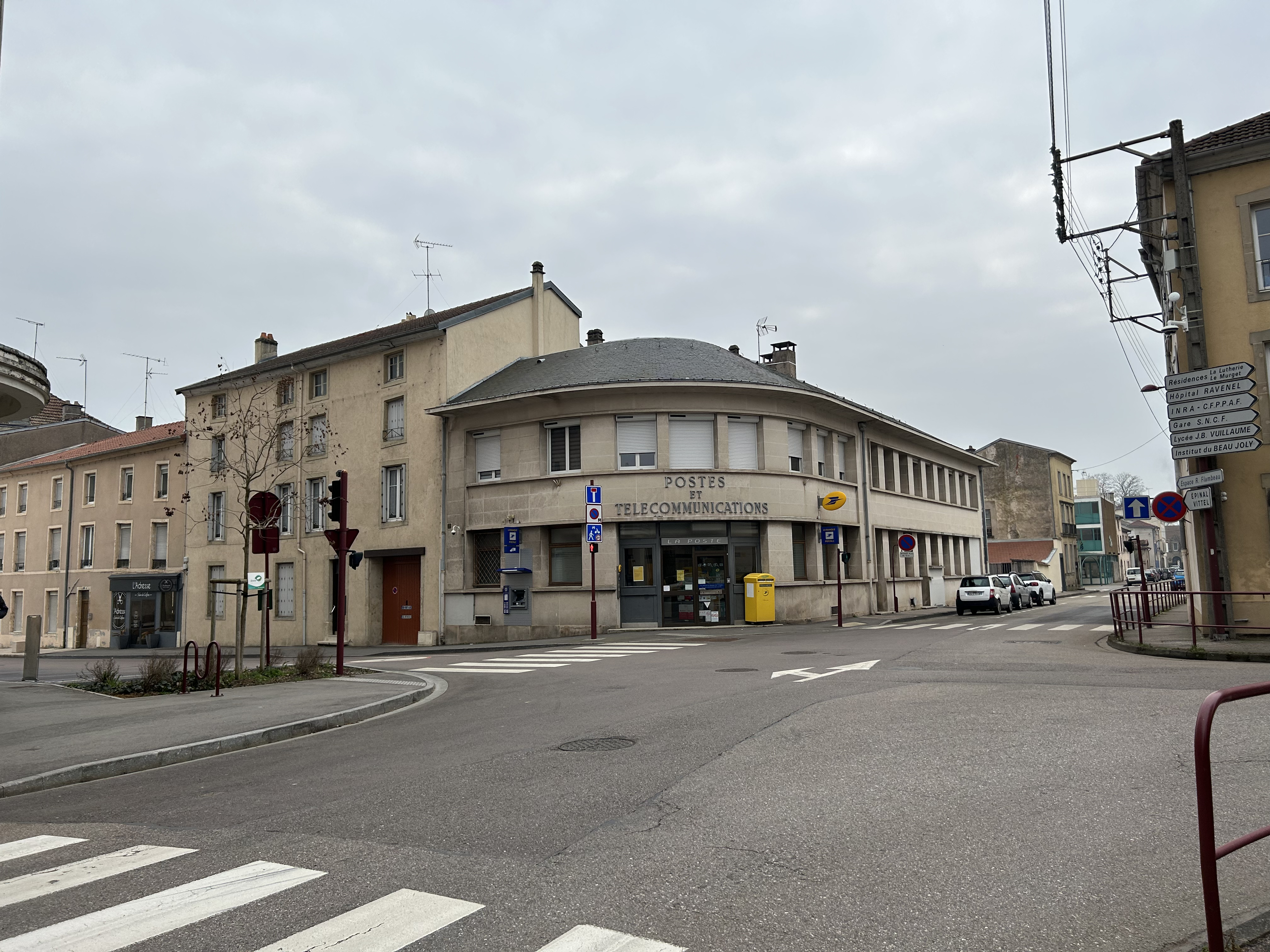
邮局大楼

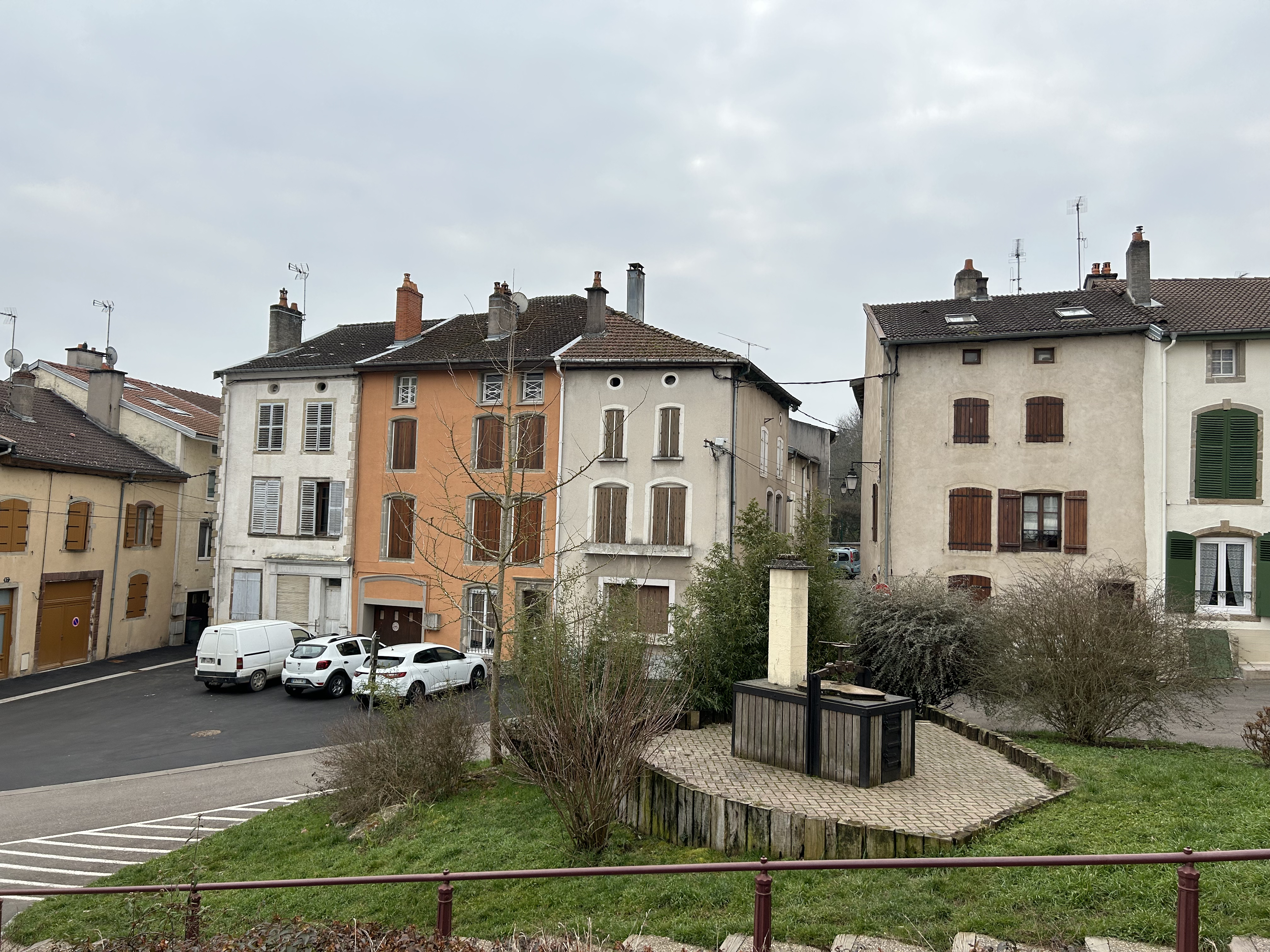
尚泰尔街心花园

### 教育
米尔库属于南锡-梅斯学区。截至2021年1月1日，米尔库境内共有2所小学、1所初级中学、1所普通高中和1所农业高中大学校预科班。2021至2022学年度，米尔库境内共有在校中等教育阶段学生1,057名。

### 医疗
截至2021年1月1日，米尔库境内共有全科医生8名、保健师8名、牙医5名、护士11名和助产士2名。境内共有药房3家、残疾人帮扶中心4家。
拉沃内勒精神科医院（Hôpital Psychiatrique Ravenel）是法国的一个区域性医疗机构，其主病区位于米尔库市区西南部，设有床位473个，是当地规模最大的公立医院；马东河谷中心医院（Centre Hospitalier Val du Madon）亦是一个区域性医疗机构，其主病区位于米尔库市区北部，设有床位320个，是当地规模最大的综合性公立医院。

### 住房
2020年，米尔库境内共有各类住房3,255套，其中36.2%为独立式居民区，62.6%为集中式居民区。常住房屋占米尔库市镇范围内居民建筑总量的75.9%。
在住房保障政策方面，2022年，米尔库境内共有906户家庭获得了住房经济补助，受益人数占总人口数量的20.6%，其中896份为房租补助。

### 商业
2021年，米尔库境内共有各类实体商铺113家，其中餐厅13家、大型超市6家、杂货店1家、面包房3家、肉铺4家、书店3家、装饰品店1家、银行门店5家、美容美发店12家、汽车维修店8家。米尔库市区建有一家家乐福超市；市区北部建有开放式商业街区，有Intermarché、Bricomarché、Lidl等商场。

### 体育
2021年，米尔库境内共有1家游泳池、2间体育馆、1座综合体育场、5处网球场、2处足球或橄榄球场以及3处篮球或排球场。
截至2023年11月，米尔库境内唯一的一家注册足球俱乐部。米尔库-伊蒙体育会（US Mirecourt-Hymont，编号503647）是当地的代表性足球队，成立于1930年，其主队2023至2024赛季参加孚日省足球联赛乙组（法国第十级别），其主场为市政球场（Stade Municipal）。

### 环境
米尔库的环境事务由其所属的米尔库-栋派尔市镇公共社区联合各级政府协调负责。2021年，米尔库境内共有1家污染企业。

### 治安
2021年，米尔库市镇范围内有1处宪兵队。
米尔库及其附近的共235个市镇是讷沙托国家宪兵队（zone gendarmerie de Neufchâteau）的管辖范围。2020年，该宪兵队累计记录各类案件2,290起，其中盗窃类案件1,152起，经济类案件319起，毒品交易类案件139起。

## 文化

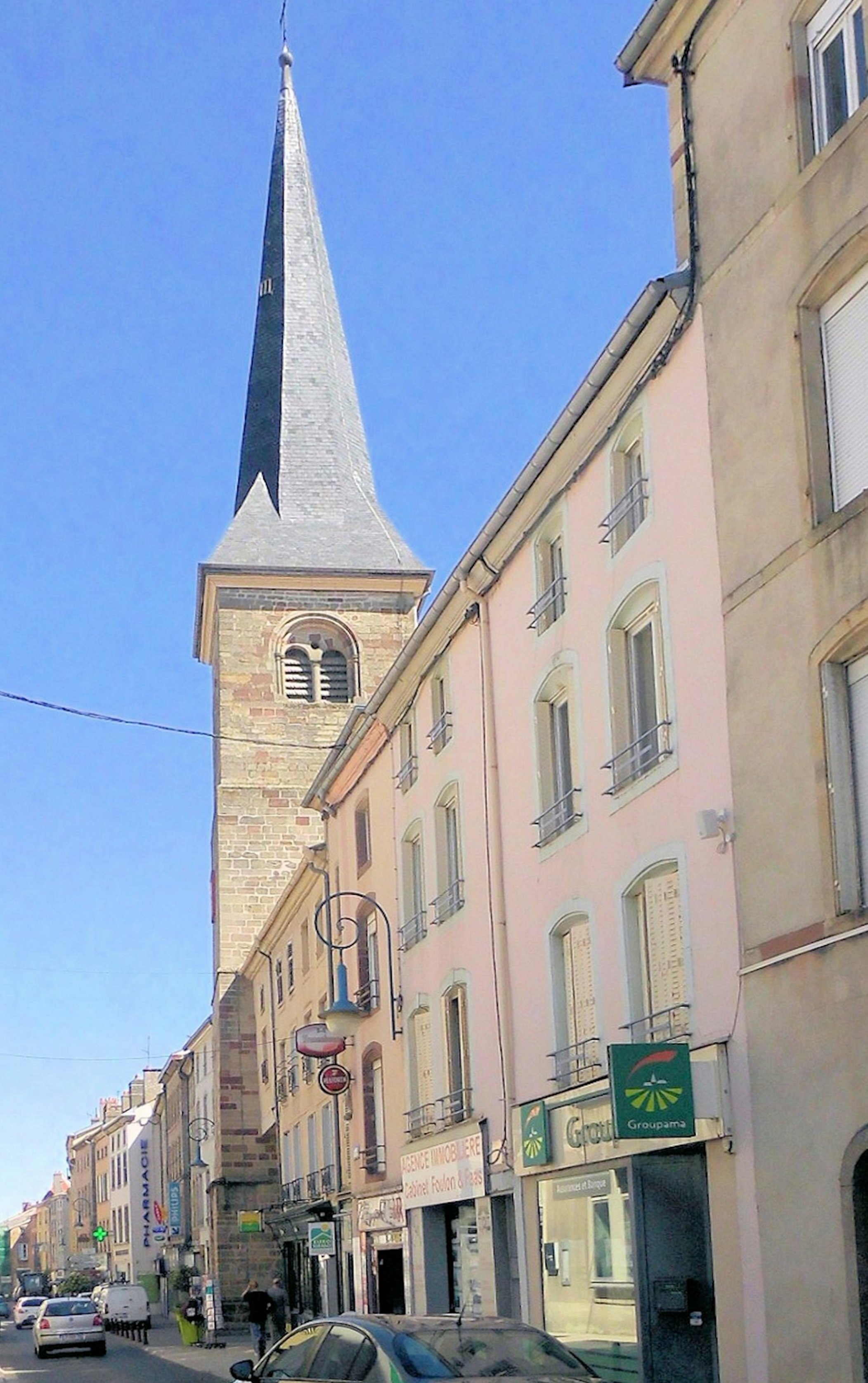
圣母诞辰教堂

2021年，米尔库境内共有1家电影院和1家博物馆。米尔库境内建有市际多媒体中心（Médiathèque intercommunale Mirecourt），每周二、三、五、六向公众开放。

### 建筑
米尔库境内有多处历史建筑，其中圣母诞辰教堂（Église de la Nativité-de-Notre-Dame de Mirecourt）、集市大堂（Halles de Mirecourt）等为法国国家文物保护单位。机械和编制音乐屋建成于1996年，是当地的一个手工艺博物馆。

### 旅游
米尔库的旅游事务由其所属的米尔库-栋派尔市镇公共社区负责。2023年，米尔库境内共有1家酒店共计30间房间。

### 媒体
法国主要的媒体均可在米尔库接收，法国电视三台下属的大东部大区频道在部分时段播出米尔库所在孚日省的地方新闻。孚日电视台（Vosges TV）、蓝色法兰西南洛林广播、《孚日早报》、《百分百孚日》等为当地的主要地方性媒体。

## 相关人物
法兰西天主教牧师皮埃尔·富里耶、法国乐器制作师让-巴蒂斯特·维尧姆、数学家路易·安托万、医学家费尔南·拉马兹、政治家路易·比费和賈克·朗出生于米尔库。

## 友好城市
截至2023年11月，米尔库共与一座城市建立了友好城市关系：
- 德国 波恩Beuel街区